# For Heaven's Sake
For Heaven's Sake és una pel·lícula muda dirigida per Sam Taylor i protagonitzada per Harold Lloyd. La pel·lícula va ser un dels grans èxits del cinema mut, a la llista de les que van tenir més ingressos ocupa la posició 12, uns 2,6 milions de dòlars. Primera pel·lícula de Lloyd per a la Paramount, es va estrenar el 5 d'abril de 1926.

## Argument
El milionari J. Harold Manners és capaç de comprar i destrossar dos cotxes en un sol dia sense que li doni gens d'importància. Després de perdre el segon, es troba a la zona pobra de la ciutat i accidentalment crema el carretó amb el qual Paul, un evangelista, atén els desemparats oferint-los entrepans i tasses de cafè calent. Manners treu la llibreta de xecs per rescabalar-lo i li demana quan valia. Paul però estava parlant amb una altra persona sobre el seu somni de construir una missió per convertir la gent del barri i assumeix que Manners li demana pel cost de construir la missió i li diu 1.000 dòlars. Tot i estranyat, Manners estén el xec sense protestar i marxa.
Dies després, Manners llegeix al diari la notícia de la fundació d'una missió amb el seu nom ja que n'ha estat el mecenes. Ràpidament marxa cap allà per tal de dissociar el seu nom de la missió. Un cop allà, però, quan es disposa a treure el cartell que porta el seu nom coneix Hope, la filla de Paul, i enlluernat per la seva bellesa accepta visitar la missió. Al final, es proposa portar a la missió la gent de l'hampa i dels billars per convertir-los. Per això, els va provocant d'un en un fins que aconsegueix que el persegueixin unes dotzenes de malfactors acabant tots dins de la missió. En aquell moment apareix la policia i tots dissimulen fent veure que són gent de la missió. Alguns d'ells tenen a les butxaques el botí que han robat i quan la policia vol registrar-los a tots Manners els cobreix fent una col·lecta entre els assistents que els permet amagar-hi els robatoris. A rel d'això es guanya el respecte de tots ells que participen de la missió.
Hope i Harold s'enamoren i decideixen casar-se a la missió. Els amics de Harold de l'alta societat creuen que està cometent un gran error i per evitar-ho decideixen segrestar-lo. El troben pel carrer i se l'enduen en cotxe. Com que alguns de la missió ho veuen, un dels amics diu que Harold no es casarà pas que tot era una broma. El homes, decebuts, abandonen la missió. Aleshores, quan van ben borratxos, Bull Brindle, el seu líder, decideix anar al club de Manner per confirmar la notícia. Alliberen Manners i tornen a la missió. Manners té tot de problemes per aconseguir portar-los tots ebris fins a la missió, però finalment aconsegueix casar-se amb Hope.

## Repartiment
- Harold Lloyd (J. Harold Manners)
- Jobyna Ralston (Hope)
- Oscar Smith (xofer de Manners)
- Paul Weigel (Paul)
- Noah Young (Bull Brindle)
- Jim Mason (el gangster)
- Richard Daniels (Bum)
- Robert Dudley (secretari de Manners)
- Earl Mohan (Bum)
- Blanche Payson (dona al carrer))
- Dick Rush (policia)